# Ocybadistes
Ocybadistes es un género de lepidópteros de la familia  Hesperiidae. Es originario de Australia.

## Especies
- Ocybadistes flavovittata (Latreille, [1824])
- Ocybadistes walkeri Heron, 1894
- Ocybadistes knightorum Lambkin & Donaldson, 1994
- Ocybadistes ardea Bethune-Baker, 1906
- Ocybadistes hypomeloma Lower, 1911
- Ocybadistes papua Evans, 1934
- Ocybadistes zelda Parsons, 1986